# Larry Page
Lawrence Edward Page (Lansing, SAD, 26. ožujka 1973.) - američki informatičar i poduzetnik. Zajedno sa Sergeyom Brinom osnivač je kompanije Google. Page je bio generalni direktor (CEO) Googlea od 1997. do 2001. i ponovo od 2011. do 2015. Od 2015. do 2019., bio je CEO Alphabet Inc.-a, sestrinske kompanije Googlea.
U srpnju 2021. njegovo osobno bogatstvo procijenjeno je na 116,6 milijardi dolara, po čemu je bio 8. najbogatija osoba na svijetu.
Njegov otac je Carl Page, doktor informatičkih znanosti i pionir računarstva i umjetne inteligencije, a njegova majka Gloria, studirala je računalno programiranje na Sveučilištu Michigan.
Larry je studirao na Sveučilištima Michigan i Stanford. Počeo se zanimati za računala od svoje šeste godine, jer su mu zbog roditelja bila lako dostupna. Već u osnovnoj školi radio je u programu za obradu teksta.
Nakon prijave na doktorski studij, tražio je ideju za doktorat i razmišljao o matematičkim postavkama interneta, razumijevajući njegovu strukturu linkova kao veliki graf. Njegov supervizor Terry Winograd ohrabrio ga je da traga za tom idejom, što je Pagea poslije podvukao kao "najbolji savjet koji je ikada dobio".
Godine 1998. Larry Page i Sergey Brin osnovali su Google.
Pageova supruga je Lucinda Southworth i imaju jedno dijete.